# Оленівська волость (Слов'яносербський повіт)
Оленівська волость — історична адміністративно-територіальна одиниця Слов'яносербського повіту Катеринославської губернії.
Станом на 1886 рік складалася з 13 поселень, 14 сільських громад. Населення — 3419 осіб (1697 чоловічої статі та 1722 — жіночої), 526 дворових господарства.
|                     | Площа, десятин | У тому числі орної, дес. |
| ------------------- | -------------- | ------------------------ |
| Сільських громад    | 4413           | 2111                     |
| Приватної власності | 12011          | 3455                     |
| Іншої власності     | 112            | 7                        |
| Загалом             | 16536          | 5573                     |

Найбільші поселення волості:
- Оленівка (Раївка) — власницьке село при річці Лозовій за 50 верст від повітового міста, 417 осіб, 63 двори, православна церква, поштове відділення, лавка, 2 щорічних ярмарки. За 10 верст — постоялий двір. За 4 версти — залізнична станція Ломуватка.
- Анненське (Ломуватка) — власницьке село при річці Ломуватці, 415 осіб, 64 двори, лавка.
- Комісарівка (Голубівка) — власницьке село при річці Лозовій, 415 осіб, 64 двори, лавка.
- Мануїлівка — власницьке село при річці Лозовій, 281 особа, 41 двір, винокуренний завод.

За даними на 1908 рік населення зросло до 4916 осіб (2592 чоловічої статі та 2324 — жіночої), 902 дворових господарства.
Станом на 1916 року: волосний старшина — Плісов Георгій Петрович, волосний писар — Овсяник Іван Дмитрович, голова Волосний суд|волосного суду — Ткаченко Савелій Федорович, секретар волосного суду — Седашев Іван Дмитрович.